# Sångglasögonfågel
Sångglasögonfågel (Zosterops japonicus) är en fågel i familjen glasögonfåglar inom ordningen tättingar. Den har en mycket vid utbredning i östra Asien, från Sachalin utanför sydöstligaste Ryssland, genom Japan och Filippinerna till Indonesien. Arten är också införd till flera andra områden, framför allt Hawaiiöarna där den är en mycket vanlig fågel.

## Utseende
Sångglasögonfågeln är en liten (10–11,5 cm) olivgul tätting med en tydlig vit ring runt ögat. Hane av nominatformen är olivgrön ovan, utan gult på panna och tygel, en svart tygel under ögonringen och en svart fläck framför ögat. Undersidan är citrongul på strupe och övre delen av bröstet, medan resten är ljusgrå, på flankerna dock med olivbrun eller beigefärgad anstrykning. Ögat är brunt eller gulbrunt, näbben skiffergrå och benen grå.

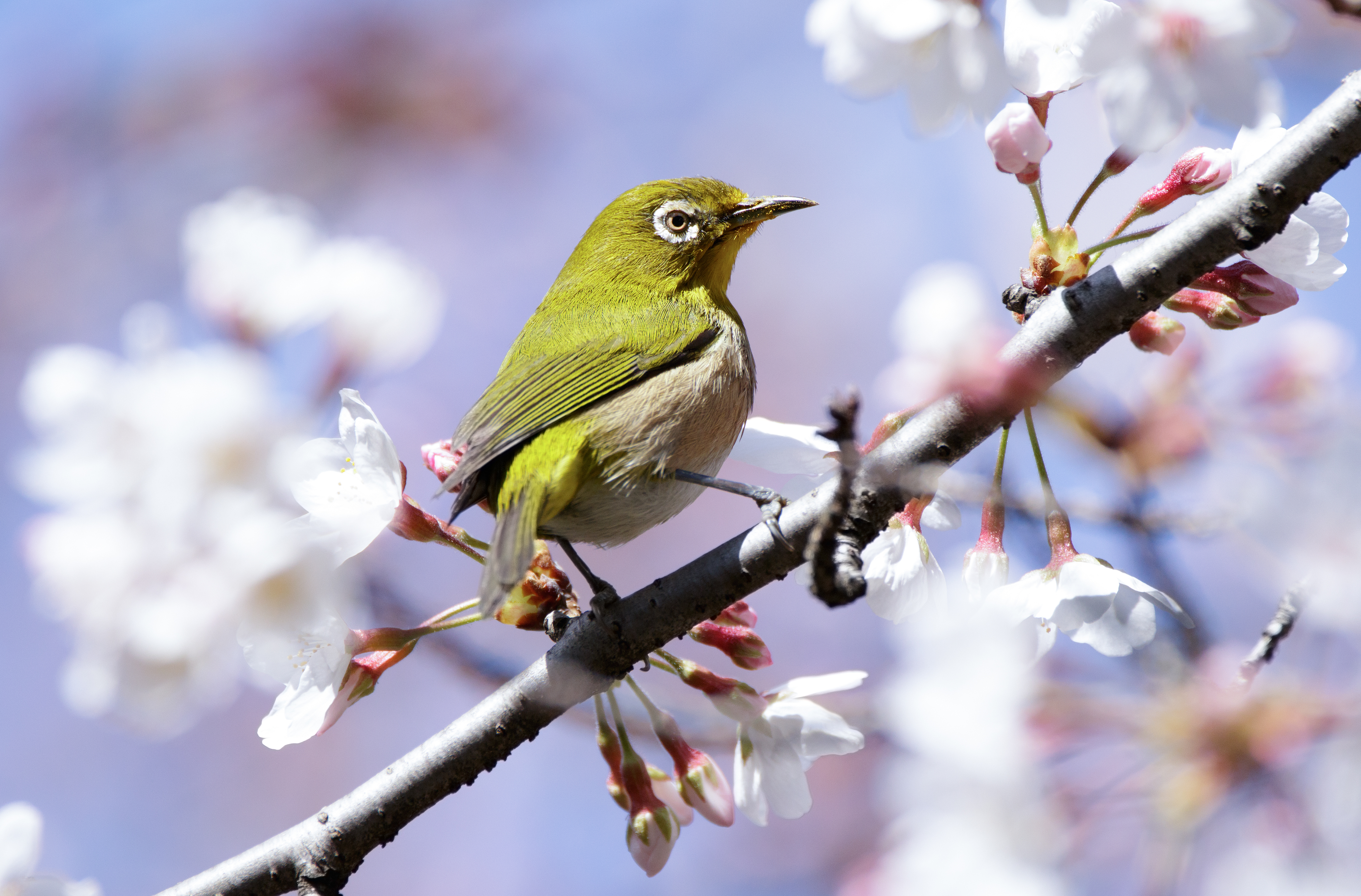
Sångglasögonfågel fotograferad i japanska Osaka.

## Utbredning och systematik
Sångglasögonfågeln har en mycket vid utbredning i östra Asien, från Sachalin, Japan och delar av Koreahalvön, genom Filippinerna till Indonesien. Den delas idag in i 15 underarter med följande utbredning:
- Zosterops japonicus japonicus – södra Sachalin, Japan och kustnära delar av Koreahalvön
- Zosterops japonicus stejnegeri – Izuöarna söderut till Torishima
- Zosterops japonicus alani – Vulkanöarna (Iwo Jima och Minami-Iwo-jima)
- Zosterops japonicus insularis – norra Ryukyuöarna (Tanegashima och Yakushima)
- Zosterops japonicus loochooensis – Ryukyuöarna utom norra delen
- Zosterops japonicus daitoensis – Daitoöarna (Filippinska sjön)
- Zosterops japonicus obstinatus – öarna Ternate, Bacan (väster om Halmahera) och Seram i Moluckerna
- Zosterops japonicus montanus – bergstrakter på Sumatra, Java, Bali, Små Sundaöarna, Sulawesi och södra Moluckerna
- Zosterops japonicus difficilis – berget Dempo på södra Sumatra
- Zosterops japonicus parkesi – Palawan
- Zosterops japonicus whiteheadi – norra Luzon
- Zosterops japonicus diuatae – norra Mindanao
- Zosterops japonicus vulcani – centrala Mindanao
- Zosterops japonicus pectoralis – Negros
- Zosterops japonicus halconensis – Mindoro

Underarterna stejnegeri och alani är införda till Boninöarna där de samhäckar med varandra. Nominatformen är införd till Singapore och Hawaiiöarna, där den förekommer på alla större öar.
Taxonomin kring arten Zosterops japonicus har på sistone genomgått stora förändringar. Traditionellt omfattar arten två grupper av glasögonfåglar: de på de japanska öarna (japonicus-gruppen) samt de i Kina och på öarna Taiwan och Hainan (simplex-gruppen), då under det svenska namnet japansk glasögonfågel. DNA-studier visar dock dels att de båda grupperna inte är varandras närmaste släktingar, dels att "bergglasögonfågeln" (Zosterops montanus) i Filippinerna och Indonesien står mycket nära den japanska populationen. Artgränserna har därför ritats om så att montanus inkluderas i japonicus under det nya svenska trivialnamnet sångglasögonfågel, medan simplex-gruppen urskiljs, inklusive flera andra taxon, som en egen art. Vissa behåller dock den gamla ordningen fortfarande.

## Levnadssätt
Sångglasögonfågeln påträffas i skog, buskmarker, parker, jordbruksområden, trädgårdar och till och med inne i städer. Födan består av frukt, insekter och nektar. Den ses ofta röra sig i ljudliga och aktiva flockar med studsande flykt genom trädkronorna. 

## Status och hot
Artens populationstrend är okänd, men utbredningsområdet är relativt stort. Internationella naturvårdsunionen IUCN anser inte att den är hotad och placerar den därför i kategorin livskraftig. Världspopulationen har inte uppskattats men den beskrivs som vanlig.